# Hemithea
Hemithea is een geslacht van vlinders van de familie spanners (Geometridae), uit de onderfamilie Geometrinae.

## Soorten
- H. acaudata Holloway, 1979
- H. aestivaria

Kleine zomervlinder Hübner, 1799
- H. antigrapha Prout, 1917
- H. beethoveni Inoue, 1942
- H. costipunctata Moore, 1867
- H. doddi Prout, 1933
- H. dorsiflavata Prout, 1922
- H. evanescens Inoue, 1992
- H. inornata Matsumura, 1925
- H. insularia Guenée, 1858
- H. marina Butler, 1878
- H. melalopha Prout, 1931
- H. nigriparmata Prout, 1935
- H. notospila Prout, 1917
- H. pallidimunda Inoue, 1986
- H. pellucidula Turner, 1906
- H. perfida Prout, 1935
- H. punctifimbria Warren, 1896
- H. quadripunctata Warren, 1896
- H. stictochila Prout, 1935
- H. subflavida Warren, 1896
- H. tranquilla Prout, 1935
- H. tritonaria Walker, 1863
- H. undifera Walker, 1861
- H. vesta Prout, 1935
- H. vivida Inoue, 1961
- H. wuka Pagenstecher, 1886